# Melanorectes
Melanorectes is een geslacht van zangvogels uit de familie dikkoppen en fluiters (Pachycephalidae). Het geslacht heeft één soort:
- Melanorectes nigrescens – Zwarte pitohui